# Psaliodes subochreofusa
Psaliodes subochreofusa är en fjärilsart som beskrevs av Claude Herbulot 1988. Psaliodes subochreofusa ingår i släktet Psaliodes och familjen mätare. Inga underarter finns listade i Catalogue of Life.